# Agnete Olsen
Agnete Olsen (* 22. Dezember 1909 in Kopenhagen; † 13. September 1997 in Roskilde) war eine dänische Schwimmerin.

## Karriere
Olsen nahm 1924 erstmals an Olympischen Spielen teil. In Paris scheiterte sie im Wettbewerb über 100 m Freistil als Dritte ihres Vorlaufs am Weiterkommen. Mit der dänischen Staffel über 4 × 100 m Freistil erreichte sie den vierten Rang. 1928 folgte ihre zweite olympische Teilnahme. Bei den Spielen in Amsterdam realisierte sie über 100 m Freistil den Halbfinaleinzug, mit der Staffel über 4 × 100 m Freistil konnte sie nicht in das Finale vorrücken. Für die Disziplin 100 m Rücken war die Dänin ebenfalls gemeldet, trat aber nicht an.
Ihre Schwester Rigmor Olsen nahm 1928 gemeinsam mit ihr am Staffelwettbewerb teil.